# Stazione di Catenanuova-Centuripe
La stazione di Catenanuova-Centuripe è una stazione intermedia della linea ferroviaria Palermo-Catania.

## Storia
La stazione di Catenanuova- Centuripe venne costruita nell'ambito del progetto di costruzione della ferrovia tra Catania e l'interno della Sicilia iniziato dalla Società Vittorio Emanuele e proseguito con la Società per le Strade Ferrate della Sicilia, detta anche Rete Sicula. La strada ferrata, che oggi connette Palermo, Agrigento e le stazioni interne della Sicilia con Catania e Messina, al tempo era vista utile per il trasporto dei prodotti agricoli soprattutto verso i mercati della città e per l'imbarco al Porto di Catania ed indispensabile per le zone zolfifere dell'area centro-orientale dell'Isola che convogliavano il semilavorato di zolfo verso le raffinerie di Catania. 
La stazione venne costruita nella Piana di Catania in prossimità della Strada statale 192 in comune di Catenanuova, adiacente al centro abitato e venne inaugurata nel 1870 in concomitanza con l'apertura all'esercizio della tratta.
La stazione ha avuto in passato un ruolo importante sia per il traffico viaggiatori che per quello di merci, di carico degli agrumi del comprensorio e dei prodotti agricoli della Piana di Catania. È stata sempre di fermata per tutte le categorie di treni fino a tempi recenti e presenziata da Capostazione anche per ragioni di composizione e origine di treni locali. Fornita di bar e ristorante di stazione era anche di scambio con gli autobus per Centuripe, distante ben 18 km ma servito da un buon collegamento in coincidenza con i treni.
La contrazione del traffico ferroviario ha declassato notevolmente la stazione.

## Caratteristiche
L'edificio di stazione non grande e di classica forma è posto a nord/est della linea ferrata; si compone di un corpo centrale con edifici per i servizi laterali e magazzino merci adiacente.
Il fascio binari comprende un primo binario di arrivo e partenza e due binari, di incrocio e di precedenza con marciapiedi per servizio viaggiatori e vari binari per lo scalo merci tronchi sud-est della stazione sul terzo binario si trova un grosso serbatoio di acqua dalla forma classica.

## Servizi
La stazione dispone di:
- Biglietteria automatica
- Sala d'attesa
- Bar

## Interscambi
- Capolinea autolinee
- Parcheggio di scambio